# Bendy: Lone Wolf
Bendy: Lone Wolf (Українська: Бенді: Самотній вовк) — спін-оф Bendy and the Dark Revival, ремастер Boris and the Dark Survival, та фактично шоста гра у франшизі, що розробляється Joey Drew Studios Inc. Гру було випущено 15 серпня 2025 року.

## Геймплей
У грі гравець грає за Вовка Бориса, який досліджує стару студію та шукає припаси для свого Притулку. Притулок тут є основною локацією. У грі є безліч рівнів (днів), дія в кожному з яких відбувається на будь-якому поверсі, який випадає випадковим чином. Карта кожного поверху також випадкова. На кожен поверх Вовк спускається ліфтом.
Опинившись на рівні, щоразу потрібно зібрати шість предметів. Це можуть бути шестерня, ложка, гайковий ключ, книжка, вантуз, кісточка та музичне радіо (будь-які з цих предметів), чорнильні серця. Предмети на кожному рівні можуть повторюватися.
Головним противником у грі виступає Чорнильний Бенді. Але крім нього на нас на рівні можуть полювати Спотворена Аліса, Кіномеханік, та Боркіс. Останній є секретним ворогом у грі, який може випасти дуже рідко на окремому рівні. Всі вони вбивають Бориса з одного удару. Проте є противники, які можуть лише наносити шкоду Борису і для вбивства їм доведеться нанести 3 удара, такими є: шукачі, загублені, банда м'ясників, павуки, летуни. Щоб відбитись від них гравцю необхідно обрати у Притулку зброю якою буде відбиватись Борис.
У випадку якщо хтось з противників побачить Бориса, потрібно сховатись у Станції маленького дива. Проте під час бігу у Бориса закінчується витривалість і щоб її відновити, потрібно з'їсти беконового супу у спеціальних автоматах.
Зібравши усі предмети, за Вовком починає бігти противник, і потрібно добігти до ліфту. Якщо йому це вдається ви піднімаєтесь назад до Притулку.
Крім цього на рівнях можна зустріти шафки у яких можна найти сюжетні предмети та не тільки. А також на рівнях зустрічаються аудіозаписи працівників студії.

## Boris and the Dark Survival
Третя гра у франшизі після Bendy in Nightmare Run і Bendy and the Ink Machine, та вийшла у реліз на третю річницю Bendy and the Ink Machine.
Від свого ремастера, BatDS, відрізняється меньшою кількістю контенту та механік, немала фіналу, та сюжету.

## Оцінка
Гра отримала дуже схвальні рецензії у Steam.